# ジェレミー・ブラウン
ジェレミー・ブラウン（Jeremy Van Brown, 1979年10月25日 - ）は、アメリカ合衆国アラバマ州バーミングハム出身の元野球選手(捕手)。
2003年に発売され、ベストセラーになったマイケル・ルイス著『マネー・ボール』（原題：Moneyball: The Art of Winning An Unfair Game、ISBN 4270000120）に於いて、オークランド・アスレチックスによるセイバーメトリクスを駆使したチーム編成の象徴的存在として取り上げられた。

## 来歴・人物
アラバマ大学時代の2001年に、ドラフトでボストン・レッドソックスから19巡目で指名を受けたが、この時は契約せずに大学に残った。翌2002年には打率.320、11本塁打、64打点、出塁率.493を記録し、全米の大学で最も優れた捕手に贈られるジョニー・ベンチ賞を受賞した。
2002年6月のドラフトで、オークランド・アスレチックスから1巡目補完(全体35位)で指名を受ける。多くのスカウトから「太りすぎで使い物にならない」と酷評されていたブラウンを、アスレチックスが高順位で指名したのは、出塁率の高さに目を付けたビリー・ビーンGMの強い意向によるものだった。契約金は、指名順位からは破格の安さとなる35万ドルだった。
2006年9月1日のボルチモア・オリオールズ戦でメジャーデビューし、5試合に出場。結果的に、メジャーでプレーしたのはこのシーズンのみであった。
2008年2月15日、「個人的な理由」により現役引退を表明。プロでの成績だけを見れば、平凡な野球選手に過ぎなかったブラウンだが、『マネー・ボール』で旧来の野球観を打ち破る革命的存在として描かれていたため、その引退は大きく報じられ、『マネー・ボール』理論の再検証も盛んになった。親しい関係者によると、『マネー・ボール』によって大きな注目を集める選手になったブラウンは、それ故のプレッシャーに悩まされていたという。
『マネー・ボール』は2011年にブラッド・ピット主演で映画化され、ブラウンは終盤のわずかなシーンでホームランを打つ映像で登場するが、これは俳優による再現である。

## 詳細情報

### 年度別打撃成績
| 年 度    | 球 団    | 試 合 | 打 席 | 打 数 | 得 点 | 安 打 | 二 塁 打 | 三 塁 打 | 本 塁 打 | 塁 打 | 打 点 | 盗 塁 | 盗 塁 死 | 犠 打 | 犠 飛 | 四 球 | 敬 遠 | 死 球 | 三 振 | 併 殺 打 | 打 率 | 出 塁 率 | 長 打 率 | O P S |
| -------- | -------- | ----- | ----- | ----- | ----- | ----- | -------- | -------- | -------- | ----- | ----- | ----- | -------- | ----- | ----- | ----- | ----- | ----- | ----- | -------- | ----- | -------- | -------- | ----- |
| 2006     | OAK      | 5     | 11    | 10    | 1     | 3     | 2        | 0        | 0        | 5     | 0     | 0     | 0        | 0     | 0     | 1     | 0     | 0     | 1     | 0        | .300  | .364     | .500     | .864  |
| MLB：1年 | MLB：1年 | 5     | 11    | 10    | 1     | 3     | 2        | 0        | 0        | 5     | 0     | 0     | 0        | 0     | 0     | 1     | 0     | 0     | 1     | 0        | .300  | .364     | .500     | .864  |

### 背番号
- 5（2006年）